# Raillietia
Famille
Genre
Raillietia   est le seul genre de cette famille d'acariens Mesostigmata. Le genre a été dédié à Railliet et contient 7 espèces.

## Classification
- Raillietia acevedoi Quintero-Martinez, Bassols-Batalla & DaMassa, 1992
- Raillietia auris (Leidy, 1872)
- Raillietia australis Domrow, 1961
- Raillietia caprae Quintero, Bassols & Acevedo, 1980
- Raillietia flechtmanni Faccini, Leite & da-Costa, 1992
- Raillietia manfredi Domrow, 1980
- Raillietia whartoni Potter & Johnston, 1978